# Алфхилд Там
Алфхилд Там (на шведски: Alfhild Tamm) е шведска психоаналитичка, първата психиатърка в Швеция и пионерка на психоанализата в Скандинавия.

## Биография
Родена е през 1876 година в Стокхолм, Швеция. През 1905 завършва Каролинския институт в родния си град. Продължава обучението си в Мюнхен през 1908 година, а на следващата година и в Берлин. От 1913 учи и във Виена. На следващата година създава клиника, където се приемат деца с афазия. По това време пише наръчник по логопедия.
Става член на Виенското психоаналитично общество през 1926 година. В периода 1924 – 1930 преминава анализа при Паул Федерн, Хелене Дойч и Август Айхорн. През 1931 година, заедно с датчанина Зигур Несгор и норвежеца Харалд Шилдруп създава Норвежкото психоаналитично общество. Там става президент на обществото, а Шилдруп вицепрезидент. През 1933 година заедно с финландеца Ирьо Куловеси създава Финландско-шведското психоаналитично общество. На следващата година прекратява членството си във Виенското общество, за да членува във финландското и норвежкото общества.
Там издава книга свързана с мастурбацията, в която призовава за повече толерантност към нея, с което си навлича гнева на една част от общността в Швеция. Тя живее с жена по време, когато хомосексуалността не е общвествено приета. Сред нейните анализанти е Нийл Хаак, датчанина Нилс Нилсен.
Умира през 1959 година в Стокхолм на 83-годишна възраст.